# Венеція (провінція)
Провінція Венеція (італ. Provincia di Venezia) — колишня провінція в Італії, у регіоні Венето. З 1 січня 2015 року замінена метрополійним містом Венеція.
Площа провінції — 2 462 км², населення — 866 220 осіб.
Столицею провінції було місто Венеція.

## Географія
Провінція межувала на північному сході з регіоном Фріулі-Венеція-Джулія (провінцією Удіне і провінцією Порденоне), на півдні з провінцією Ровіго, на заході з провінцією Падуя і провінцією Тревізо.

## Основні муніципалітети
Найбільші за кількістю мешканців муніципалітети (ISTAT, 30/06/2008):
| Ном. | Герб | Муніципалітет     | Населення (осіб) | Площа (км²) | Густота (ос/км²) | Висота (м.н.р.м.) |
| ---- | ---- | ----------------- | ---------------- | ----------- | ---------------- | ----------------- |
| 1°   |      | Венеція           | 269.354          | 414,40      | 650              | 2                 |
| 2°   |      | Кіоджа            | 50.859           | 185         | 275              | 2                 |
| 3°   |      | Сан-Дона-ді-П'яве | 40.332           | 78,61       | 513              | 3                 |
| 4°   |      | Міра              | 38.604           | 98,88       | 390              | 6                 |
| 5°   |      | Мірано            | 26.503           | 45,62       | 581              | 9                 |
| 6°   |      | Спінеа            | 25.917           | 15          | 1725             | 6                 |
| 7°   |      | Портогруаро       | 25.302           | 102,22      | 248              | 5                 |
| 8°   |      | Езоло             | 24.622           | 95          | 259              | 0                 |
| 9°   |      | Мартеллаго        | 20.824           | 20          | 1041             | 12                |
| 10°  |      | Скорце            | 18.964           | 33          | 575              | 16                |